# 麦子さんと
『麦子さんと』（むぎこさんと）は、2013年12月21日に公開された日本映画。監督は吉田恵輔、主演は堀北真希。
声優を目指してアニメショップで働くオタク女子がかつて自分と兄を捨てた母と死別し、納骨に訪れた母の故郷でその青春の足跡を追う、親子愛を描いた物語で、監督の吉田が構想に7年をかけたオリジナル作品である。

## ストーリー
主人公の小岩麦子は、母・彩子（赤池彩子）の遺骨を墓地に納めるために母の故郷がある五藤駅で降り、タクシーで宿泊予定の八幡浜旅館に向かう。タクシーの運転手の井本や旅館主の麻生夫婦をはじめとして、アイドル歌手を目指していた30年ぐらい前の彩子を町の皆が知っており、麦子が彩子に酷似していると語る。物語は、生前の彩子が麦子たちの団地で一緒に暮らしていた時の回想シーンとなる。
麦子と兄・憲男は父親が死んでから3年、家賃が9万の団地で一緒に暮らしている。麦子はアニメ系のグッズを売っている店に勤務し、声優を目指そうと思っており、自宅内に人気アニメ『今ドキッ！同級生』の登場人物の等身大パネルを置いている。憲男はパチンコ・パチスロ店に勤務し、パチスロの台を自宅内に置いている。そこに母親の彩子が突然転がり込んで来て、憲男は恋人との同居を始めるために出て行き、彩子と麦子が2人で暮らすことになる。麦子は彩子のうるさい目覚まし時計に怒り、漫画の単行本を捨てられたことに呆れ、アニメを鑑賞中に話しかけられてムッとする。しかし彩子は朝食を作り、ラブホテルの朝の掃除という仕事をし、娘のアニメの趣味を理解しようとする母親でもあった。ある夜、麦子は彩子のためにとんかつを作るが、彩子はそれを食べて嘔吐してしまう。その後、間もなく彩子は死去する。憲男は、彩子は団地に来た時に既に末期の肝臓がんだったと病院の彩子の遺体の前で麦子に語り、2人だけで遺骨を拾った後、火葬場で骨壺を前にすすり泣くが、納骨は麦子1人で行けと言う。その後、彩子が毎月、憲男に15万円を送っていたことが露見する。憲男はそれまで麦子に対して、自分が2人の生活費の殆どを出していると、常々、恩着せがましく言っていたのだ。
回想シーンは終わり、旅館のその日の夜は、旅館主夫婦が彩子の昔の写真を取り出してきて、神社の祭りで「赤いスイートピー」を歌った時のことなどが話され、そして、麦子来訪の噂を聞いた昔の彩子を知る者たちが旅館に大勢集まって宴会状態になる。
翌日（2日目）の朝の10時、霊園に行った麦子は、受付の女性・ミチルに、埋葬許可証が無いので手続きが出来ないと言われる。憲男に電話するが見つからず、再発行のものが麦子のところ届くのは翌々日になるということで、延泊費用を気にする麦子にミチルは同情し、自分のアパートに麦子を泊める。ミチルは離婚して子供とも別居している母親であり、昔、彩子に料理を習ったと言う彼女の作った食事は、団地での同居時に彩子が作っていたものと同じかぼちゃの炊き込みご飯だった。
その夜、麦子は寺のお祭りに旅館のドラ息子・麻生千蔵に誘われて行き、のど自慢大会の司会者に壇上に上げられ「赤いスイートピー」を歌うことを所望されるが、困惑した麦子は歌えず、千蔵と別れる。
3日目、麦子はタクシーの運転手・井本にボウリングに誘われ、井本は昔の彩子の家が貧乏だったこと、家を出るときに彼女が目覚まし時計を持って行ったことなどを語る。夜には居酒屋で井本と一緒にミチルと会い、麦子は酔った勢いで、子供に会おうとしないミチルのことを非難してしまう。気まずくなった麦子は酔ったまま遺骨を持ってミチルのアパートを出て八幡浜旅館に泊まる。
4日目の朝、麦子は喪服に着替えて井本のタクシーに乗り、ミチルに埋葬許可証を渡して納骨を済ませ、初めて「お母さん」と彩子のことを呼んで涙を流す。タクシーで送るという井本の申し出を断り、霊園から五藤駅までの道を歩いて帰る途中で麦子は、最初の日に井本のタクシーにぶつけられて鼻血を出した警官に再会し、その際にティッシュと一緒に渡してしまっていた再発行前の埋葬許可証を返して貰い、見知らぬ母親とその母親が「むぎちゃん」と呼ぶ子供が乗った自転車とすれ違う。

## キャスト
- 小岩麦子・若き日の彩子 - 堀北真希
- 小岩憲男 - 松田龍平
- 赤池彩子（さいこ） - 余貴美子
- 井本まなぶ - 温水洋一
- 古里ミチル - 麻生祐未
- 麻生春男（旅館の主） - ガダルカナル・タカ
- 麻生夏枝（旅館の女将） - ふせえり
- 麻生千蔵（春男・夏枝の息子） - 岡山天音
- やまだ（麦子の同僚） - 田代さやか
- 憲男の彼女 - ささきみく[2]
- 酒屋（麦子とミチルの散策時に声を掛ける） - 三島ゆたか
- アニメの声の出演
  - メグ - 喜多丘千陽
  - 親友 - 萱沼千穂

## 製作
彩子の故郷の撮影は山梨県都留市で行われ、都留市フィルムコミッションの協力により映画の70パーセントは同市内で撮影された。都留市内で映画撮影が行われたのは初めてのことである。撮影は2013年1月23日から2月26日まで行われ、撮影場所として、市内の寺（長生寺）やボウリング場（都留ファミリーボウル）、飲食店（好浩）、墓苑（都留聖地霊園）、城南公園（麦子がミチルに対してアニメの声を披露する）、富士急行大月線谷村町駅（五藤駅）、厚原地区（井本のタクシーが警官に衝突する道＝最後に麦子が歩く道）が使用され、市民の撮影協力やエキストラ出演などの参加を得た。
劇中で主人公が働くアニメショップは、実在するアニメイト渋谷店という設定で、同店にて実際にロケが行われた。また、劇中作としてオリジナルアニメ『今ドキッ同級生』（作中では『今ドキッ! 同級生』と表記される）が登場し、Production I.Gによって制作されている。映画中では20カットほどしか登場しないが吉田は26話分ほどの構成を考え、設定なども細かく考えており、今後の作品でも登場させる可能性があるという。この関係で、2013年10月21日にはアニメイト池袋店での試写会とトークイベントが行われた。
監督は、堀北をイメージして脚本を書いたとのこと。

## スタッフ
- 監督 - 吉田恵輔
- 脚本 - 吉田恵輔、仁志原了
- エグゼクティブプロデューサー - 小西啓介
- プロデューサー - 木村俊樹
- アソシエイトプロデューサー - 姫田伸也
- ラインプロデューサー - 向井達矢
- 撮影 - 志田貴之
- 美術 - 吉村昌悟
- 編集 - 太田義則
- 音響効果 - 佐藤祥子
- 音楽 - 遠藤浩二
- 挿入曲 - 松田聖子「赤いスイートピー」（ソニー・ミュージックダイレクト）
- スタイリスト - 荒木里江
- ヘアメイク - 清水美穂
- 照明 - 佐藤浩太、岡田佳樹
- 録音 - 小宮元
- 助監督 - 佃謙介
- キャスティングプロデューサー - 星久美子
- 劇中アニメキャラクターデザイン・作画監督 - 八尋裕子
- 劇中アニメキャラクター原案 - たけはらみのる
- 劇中アニメ演出・絵コンテ - 川崎逸朗
- 劇中アニメ制作 - Production I.G
- 制作プロダクション - ステアウェイ
- 配給 - ファントム・フィルム
- 製作 - 「麦子さんと」製作委員会（ファントム・フィルム、ステアウェイ）